# Love You till Tuesday (single)
Love You till Tuesday is een nummer van Britse muzikant David Bowie uit 1967. De eerste versie van het nummer, opgenomen in februari 1967, verscheen op Bowie's naar zichzelf vernoemde debuutalbum. Een tweede versie werd opgenomen op 3 juni en verscheen op 14 juli van dat jaar op single.
De single kreeg aandacht van de Britse pers, maar net zoals alle andere singles van Bowie tot op dat moment kwam het niet in de hitparade terecht. Het was Bowie's laatste release voor zijn platenlabel Deram Records, zijn volgende single "Space Oddity" kwam uit via RCA Records. Bowie's film Love You till Tuesday uit 1969 verkreeg zijn naam van dit nummer, dat ook gespeeld werd in de opening van de film.

## Singleversie
De singleversie was een complete herbewerking van het originele nummer; zo werden nieuwe vocalen opgenomen, verzordge Ivor Raymonde een strijkarrangement en werd er een fragment van "Hearts and Flowers" uit het stuk Wintermärchen van componist Alphons Czibulka gebruikt.
In een Melody Maker-column uit mei 1967 vertelde Pink Floyd-oprichter Syd Barrett: "Ja, het is een grapnummer. Grappen zijn goed... Ik denk dat mensen het stukje leuk vinden over dat het maandag is, terwijl het in feite dinsdag was. Erg vrolijk, maar ik denk niet dat mijn voet meetikte."

## Andere versies
In 1966 nam Bowie een demoversie van het nummer op, dat circuleert op bootlegs. Op 18 december 1967 trad hij op met het nummer voor de radioshow Top Gear, een versie die verscheen op de heruitgave van zijn debuutalbum in 2010. Ook nam hij een Duitse versie van het nummer op genaamd "Lieb Dich Bis Dienstag". Ook de B-kant "Did You Ever Have a Dream" werd in het Duits opgenomen onder de titel "Mit Mir in Deinem Traum".

## Tracklijst
- Beide nummers geschreven door Bowie.

1. "Love You till Tuesday" - 2:59
2. "Did You Ever Have a Dream" - 2:06

## Muzikanten
- David Bowie: zang, gitaar
- Derek Boyes: orgel
- Dek Fearnley: basgitaar
- John Eager: drums

## Hitnoteringen

### Nederlandse Tipparade
| Positie: | 18 | uit |